# Henryk Gałecki
Henryk Gałecki (właśc. Natan Lamensdorf) pseud. Marcin (ur. 10 sierpnia 1910 w Krakowie, zm. 8 grudnia 1993 w Warszawie) – działacz komunistyczny, podpułkownik UB, pułkownik MO, zastępca szefa WUBP w Rzeszowie w 1946.

## Życiorys
Po skończeniu 3 klas czteroletniej wieczorowej szkoły zawodowej pracował jako mechanik samochodowy. Od 1926 działał w Związku Młodzieży Komunistycznej (ZMK), od 1930: Komunistycznym Związku Młodzieży Polskiej (KZMP) w Krakowie, od 1931 w KPP, a od 1938 w Związku Zawodowym Szoferów. W lipcu 1927 został aresztowany za przynależność do ZMK i kolportaż nielegalnych druków komunistycznych i skazany na rok więzienia, w marcu 1929 ponownie aresztowany i skazany na 1,5 roku. W 1931 aresztowany i skazany na 10 miesięcy więzienia za zorganizowanie demonstracji bezrobotnych i przemawianie na wiecu, a w 1933 aresztowany za udział w komitecie strajkowym podczas strajku robotniczego. We wrześniu 1941 wstąpił we Lwowie do Tajnej Organizacji Wojskowej (TOW). 10 sierpnia 1944 został sekretarzem Komitetu Powiatowego (KP) PPR w Przemyślu, a 29 lutego 1945 sekretarzem KP PPR w Jarosławiu. Równocześnie od 20 sierpnia 1944 do lutego 1946 był sekretarzem Komitetu Miejskiego (KM) PPR w Rzeszowie.
5 lutego 1946 został zastępcą szefa WUBP w Rzeszowie (do 23 grudnia 1946), a 5 marca 1947 zastępcą szefa Miejskiego UBP w Warszawie. Od 1 stycznia 1954 naczelnik Wydziału II Biura Wojskowego MBP. Od 15 stycznia 1955 pracował w Komendzie Głównej MO, m.in. jako szef Inspektoratu Ruchu Drogowego i zastępca szefa Oddziału II KG MO, a od 1 listopada 1962 do 15 kwietnia 1964 zastępca szefa Inspektoratu Ruchu Drogowego KG MO.
1959–1968 był prezesem Automobilklubu Polskiego. Pochowany na cmentarzu Północnym w Warszawie.